# Château-Regnault-Bogny
Château-Regnault-Bogny is een plaats en voormalige gemeente in het Franse departement Ardennes in de regio Grand Est. Château-Regnault-Bogny maakt deel uit van de gemeente Bogny-sur-Meuse.

## Geschiedenis
Het plaatsje ontleent zijn naam aan het Kasteel Regnault, waarvan nog slechts een ruïne over is. Volgens sommigen betreft het het mythische kasteel Montassor uit de legende van de Vier Heemskinderen. Margaretha van Brabant woonde na haar verbanning van 1371 tot haar dood in 1380 in dit kasteel.
Tussen 1545 en 1629 was Château-Regnault de hoofdplaats van het prinsdom Château-Regnault. In 1888 werd de naam van de gemeente Château-Regnault veranderd van naar Château-Regnault-Bogny. Op 1 januari 1967 fuseerde Château-Regnault-Bogny met Braux en Levrézy tot de gemeente Bogny-sur-Meuse, die ook de plaatsen Bogny en L'Hermitage aan de overzijde van de Maas omvat. 
Braux · Bogny · Château-Regnault · L'Hermitage · Levrézy